# Daniela Ruah
Daniela Sofia Korn Ruah, född 2 december 1983 i Boston, Massachusetts, USA, är en portugisisk-amerikansk skådespelerska, mest känd för sin roll som Kensi Blye i amerikanska tv-serien NCIS: Los Angeles.
Ruah ledde, tillsammans med Catarina Furtado, Filomena Cautela och Sílvia Alberto, Eurovision Song Contest 2018 i Lissabon.

## Film
- Red Tails
- Modig

### TV
- 2009 – NCIS: Los Angeles (TV-serie)